# Makura no Danshi
Makura no Danshi (枕男子) é uma série de anime produzida por Assez Finaud Fabric e Feel. Começou a ser transmitida no Japão em 13 de julho de 2015.

## Enredo
A série é uma história narrada em primeira pessoa, onde cada episódio protagoniza um garoto que dorme ao lado do espectador.

## Personagens
Mary/Merry (めりぃ, Merii)
Voz de: Natsuki Hanae
Haruto Enokawa (可愛川 晴人, Enokawa Haruto)
Voz de: Ayumu Murase
Ryūshi Theodore Emori (永守・T・隆士, Emori Teodōru Ryūshi)
Voz de: Yuichiro Umehara
Shirusu Mochizuki (望月 識, Mochidzuki Shirusu)
Voz de: Kōsuke Toriumi
Nao Sasayama (笹山 直央, Sasayama Nao)
Voz de: Nobunaga Shimazaki
Sōsuke Tanaka (田仲 聡輔, Tanaka Sōsuke)
Voz de: Daisuke Namikawa
Yonaga Chigiri (千切 夜長, Chigiri Yonaga)
Voz de: Daisuke Kishio
Yayoi Chigiri (千切 夜宵, Chigiri Yayoi)
Voz de: Shinnosuke Tachibana
Kanade Hanamine (花嶺 奏, Hanamine Kanade)
Voz de: Yoshimasa Hosoya
Yū Maiki (舞木 ユウ, Maiki Yū)
Voz de: Yoshitsugu Matsuoka
Eiji Kijinami (雉子波 瑛治, Kijinami Eiji)
Voz de: Sora Takahata
Yuichirō Iida (飯田 由一郎, Īda Yuichirō)
Voz de: Toshiyuki Morikawa

## Média

### Anime
A série foi animada por Assez Finaud Fabric e Feel, produzida pela Earth Star Entertainment, escrita por Yuniko Ayana e Ayumi Sekine e os personagens foram desenhados por Mika Yamamoto. O tema de abertura intitulado "Makura no Danshi", foi escrito por Masayoshi Ōishi e interpretado por Natsuki Hanae.
A série começou a ser exibida no Japão pelos canais Tokyo MX e SUN-TV em 13 de julho de 2015. A série também é transmitida pela Comic Earth Star. No Brasil a série é transmitida simultaneamente pela Crunchyroll. A série será lançada em DVD a 27 de novembro de 2015.

#### Episódios
| #  | Título | Exibição original      |
| -- | --- | ---------------------- |
| 1  | "Merry - A alma gentil que observa o seu sono" "Merii (めりぃ)"                                                                 | 13 de julho de 2015    |
| 2  | "Sousuke Tanaka - O senpai do escritório que te abraça com a serenidade de um homem adulto" "Tanaka Sousuke (田仲聡輔)"         | 20 de julho de 2015    |
| 3  | "Kanade Hanamine - Um colegial que se dedica inteiramente à música e ao violino" "Hanamine Kanade (花嶺 奏)"                    | 27 de julho de 2015    |
| 4  | "Eiji Kijinami - O aluno transferido puro que detesta ficar para trás" "Kijinami Eiji (雉子波 瑛治)"                            | 3 de agosto de 2015    |
| 5  | "Ryuushi Theodore Emori - Um universitário que adora contemplar as estrelas" "Emori Theodore Ryūshi (永守・T・隆士)"            | 10 de agosto de 2015   |
| 6  | "Yuu Maki - Um aluno do 9º ano que não quer ser chamado de aborrescente" "Maiki Yū (舞木 ユウ)"                                 | 17 de agosto de 2015   |
| 7  | "Haruto Enokawa - O garoto de cinco anos cheio de energia" "Enokawa Haruto (可愛川 晴人)"                                       | 24 de agosto de 2015   |
| 8  | "Nao Sasayama - Um universitário que curte o momento tanto com seu celular como em festas" "Sasayama Nao (笹山 直央)"           | 31 de agosto de 2015   |
| 9  | "Shirusu Mochizuki - Um bibliotecário que pensa muito nos livros que você lê" "Mochizuki Shirusu (望月 識)"                     | 7 de setembro de 2015  |
| 10 | "Yonaga e Yayoi Chigiri - Os gêmeos boêmios repletos de sabedoria" "Chigiri Yonaga and Chigiri Yayoi (千切 夜長 and 千切 夜宵)" | 14 de setembro de 2015 |
| 11 | "Yuuichirou Iida - O tio da venda que ama oden e liberdade" "Iida Yuichirō (飯田 由一郎)"                                       | 21 de setembro de 2015 |
| 12 | "Merry - A alma gentil que observa o seu sono" "Merii (めりぃ)"                                                                 | 28 de setembro de 2015 |